# أندرو بارون
أندرو بارون (بالإنجليزية: Andrew Barron)‏، من مواليد 12 ديسمبر 1980، لاعب كرة قدم نيوزلندي.
يلعب مع نادي تيم ويلينغتون.
بدأ باللعب مع منتخب نيوزلندا لكرة القدم في عام 2006.

## وصلات خارجية
- أندرو بارون على موقع الاتحاد الدولي (مؤرشف)  (الإنجليزية)
- أندرو بارون على موقع قاعدة بيانات كرة القدم.إي يو (الإنجليزية)
- أندرو بارون على موقع ناشيونال فوتبول تيمز (الإنجليزية)
- أندرو بارون على موقع عالم كرة القدم.نت (الإنجليزية)